# Noyal

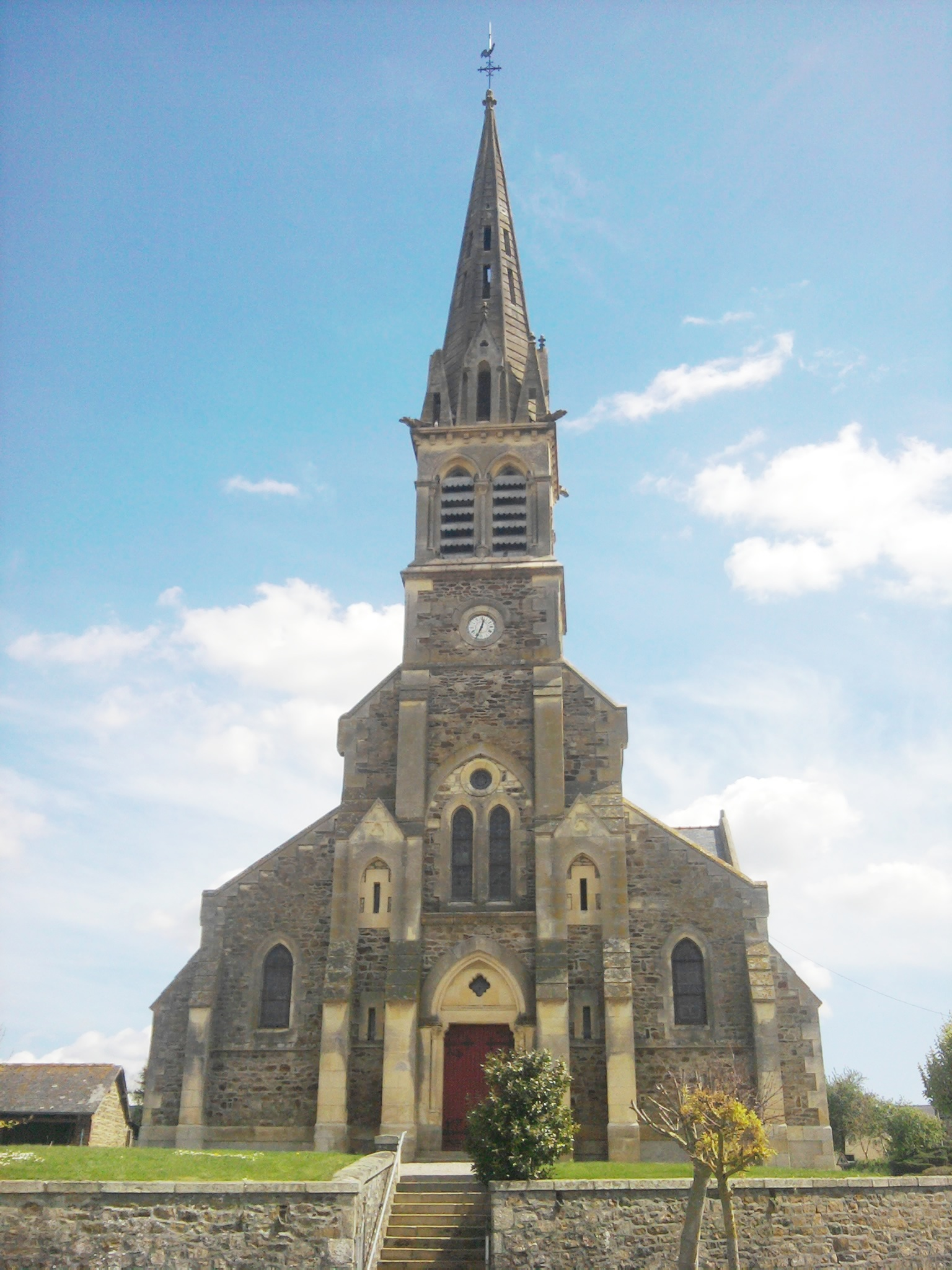
Església de Sant Sebastià, a Noyal

Noyal (en bretó Noual-Pentevr, gal·ló Nóyau) és un municipi francès, situat a la regió de Bretanya, al departament de Costes del Nord. L'any 1999 tenia 770 habitants.

## Demografia
| 1962                                       | 1968 | 1975 | 1982 | 1990 | 1999 |
| ------------------------------------------ | ---- | ---- | ---- | ---- | ---- |
| 443                                        | 463  | 5086 | 616  | 754  | 770  |
| Des de 1962: població sense dobles comptes |      |      |      |      |      |

## Administració
| Període   | Identitat    | Partit |
| --------- | ------------ | ------ |
| 2001-2008 | Michel Lapie |        |
| 2008-     | Robert Rault |        |